# Chuột đồng
Chuột đồng là tên gọi một số loài sinh vật nhỏ thuộc phân họ Chuột đồng, bộ Gặm nhấm, có họ hàng gần với chuột Lemming. Hình dạng của chúng khá giống chuột nhắt nhưng thân thể chắc khỏe hơn, đuôi ngắn hơn và có lông, đầu hơi tròn hơn, mắt và tai nhỏ hơn và răng hàm cao hơn với chỏm răng nhọn hơn, ít tròn hơn. Có chừng 155 loài chuột đồng. Cùng với chuột xạ và chuột Lemming, chuột đồng là một bộ phận của một phân họ cùng tên với nó.

## Phân loài
- Bộ Rodentia
  - Siêu họ Muroidea
    - Họ Cricetidae
      - Phân họ Arvicolinae (chuột đồng chỉ là một phần của phân họ này)
        - Tông Arvicolini
          - Chi Arvicola - chuột đồng nước
          - Chi Blanfordimys - chuột đồng Afghanistan và chuột đồng Bukhara
          - Chi Chionomys - chuột đồng tuyết
          - Chi Lasiopodomys
          - Chi Lemmiscus - chuột đồng ngải đắng
          - Chi Microtus - chuột đồng
          - Chi Neodon - chuột đồng núi
          - Chi Phaiomys
          - Chi Proedromys - chuột đồng Công tước Bedford
          - Chi Volemys

        - Tông Ellobiusini - chuột đồng dạng chuột chũi
          - Chi Ellobius - chuột đồng dạng chuột chũi

        - Tông Lagurini
          - Chi Lagurus - chuột đồng thảo nguyên hay chuột lemmut thảo nguyên

        - Tông Myodini
          - Chi Alticola - chuột đồng Trung Á
          - Chi Caryomys
          - Chi Eothenomys - chuột đồng Đông Á
          - Chi Hyperacrius - chuột đồng Pakistan
          - Chi Myodes - chuột đồng lưng đỏ

        - Tông Pliomyini
          - Chi Dinaromys - chuột đồng Dinarida

        - incertae sedis
          - Chi Arborimus - chuột đồng cây
          - Chi Phenacomys - chuột đồng thạch nam

## Hình ảnh

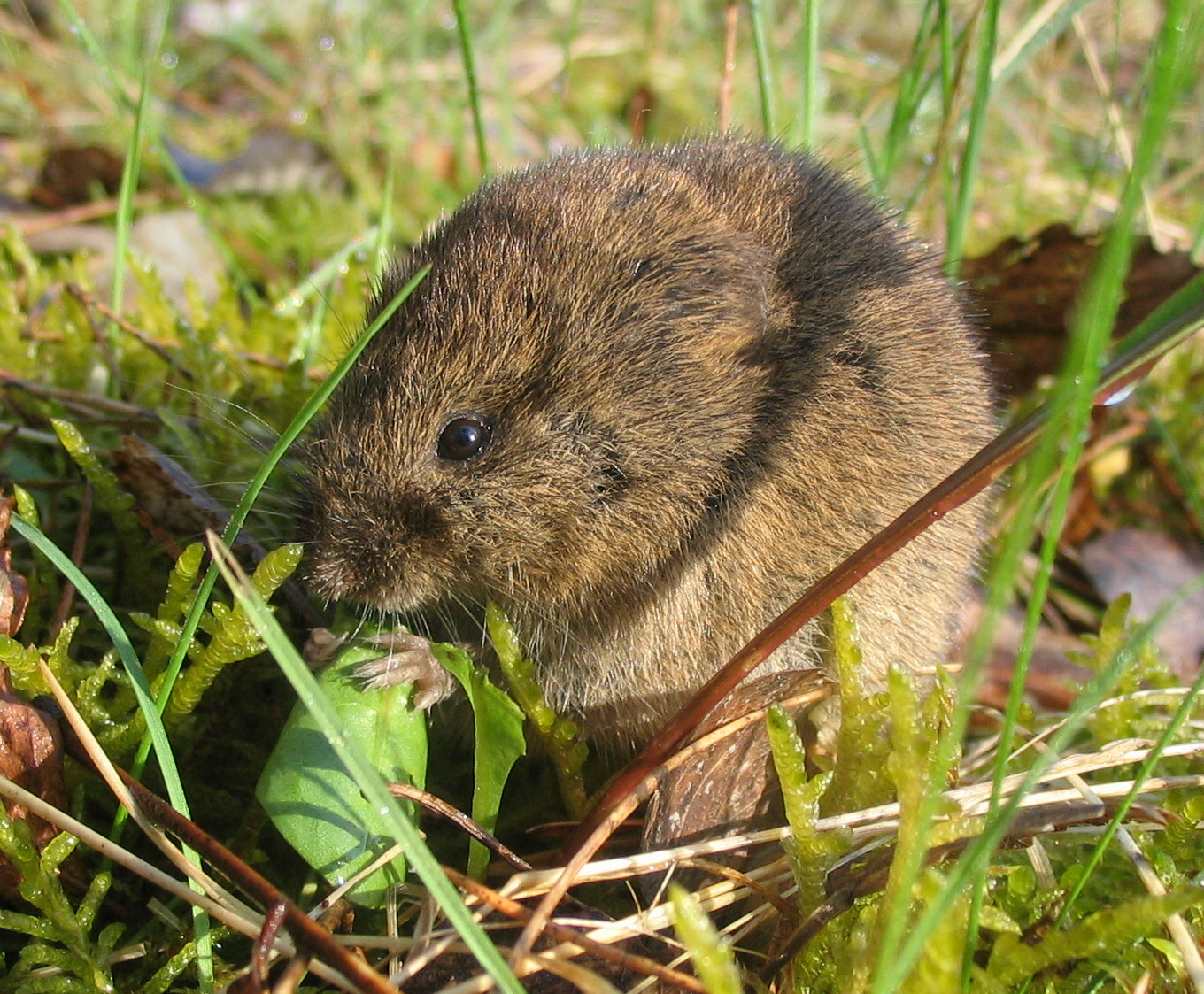
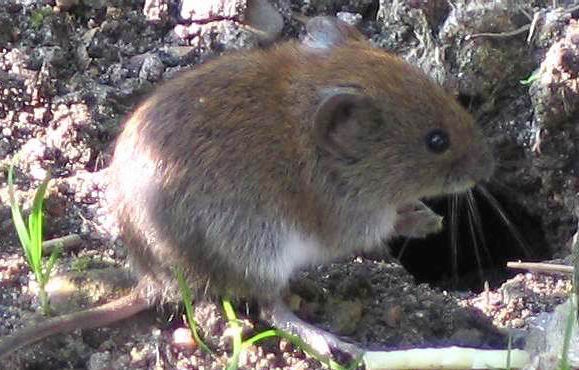
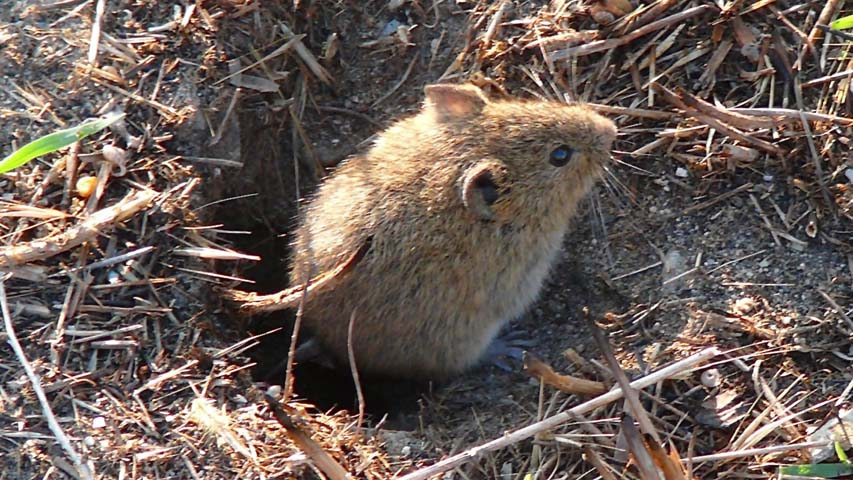
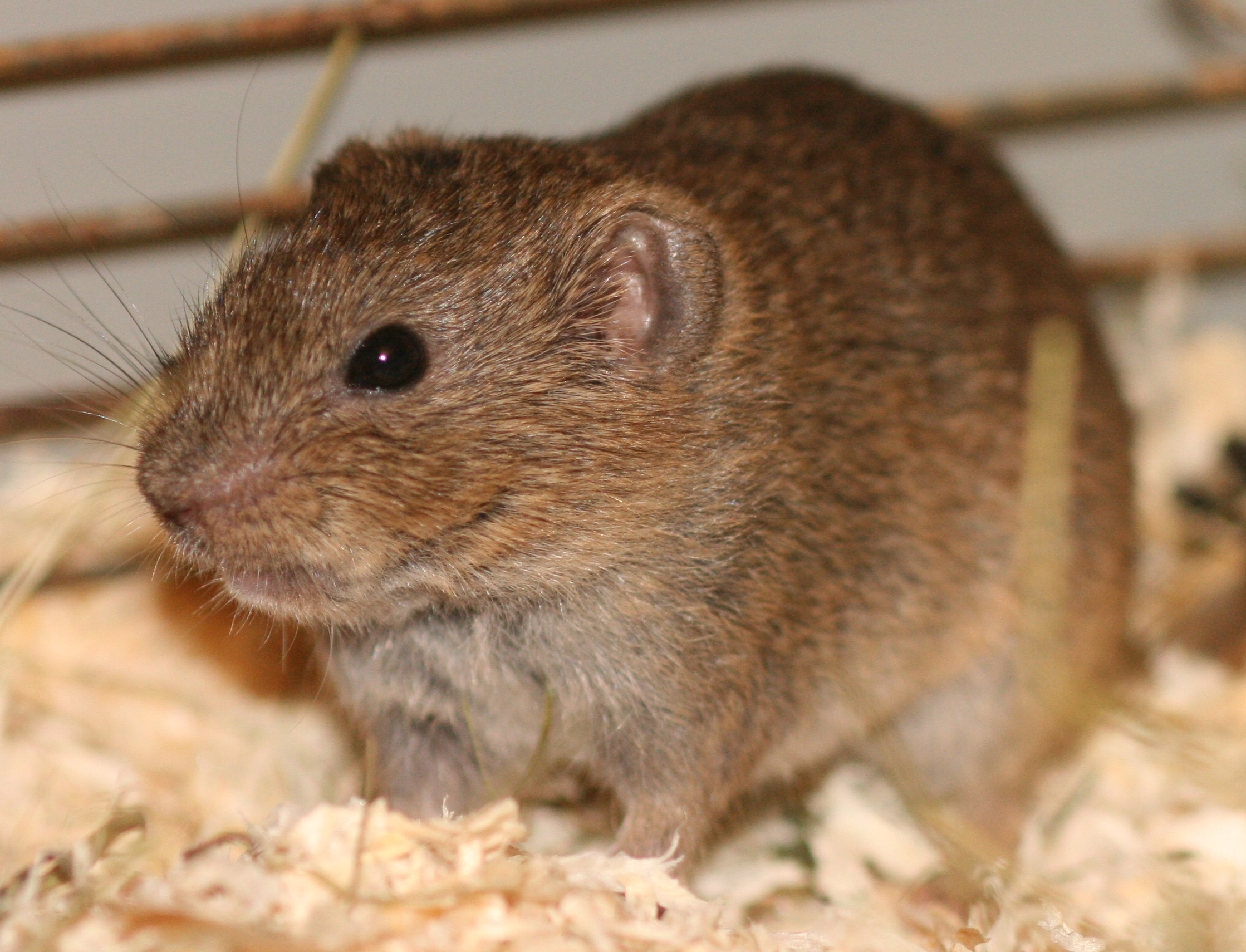